# George Elcoat
George Elcoat (ur. 1863, zm. 1929) – angielski menadżer piłkarski.
Elcoat urodził się w Stockton-on-Tees, lecz później przeniósł się na południe i w kwietniu 1989 roku objął funkcję menadżera Woolwich Arsenal, gdzie zastąpił Thomasa Mitchella, który zrezygnował miesiąc wcześniej. Kadencja Elcoata była dosyć krotka i trwała zaledwie 10 miesięcy. W tym czasie ściągnął do klubu wielu piłkarzy – większość z nich, jak np. John Dick pochodziła ze Szkocji. W sezonie 1897/98 Elcoat utrzymał klub na piątej pozycji w tabeli Second Division, czyli tam gdzie zostawił go jego poprzednik. W następnym sezonie Arsenal został upokorzony przez grające wtedy w First Division Derby County. Porażka 0-6 w rozgrywkach FA Cup była jedną z głównych przyczyn rezygnacji Elcoata w lutym 1899 roku.